# شاخص ترکیبی اس‌اندپی/تی‌اس‌اکس

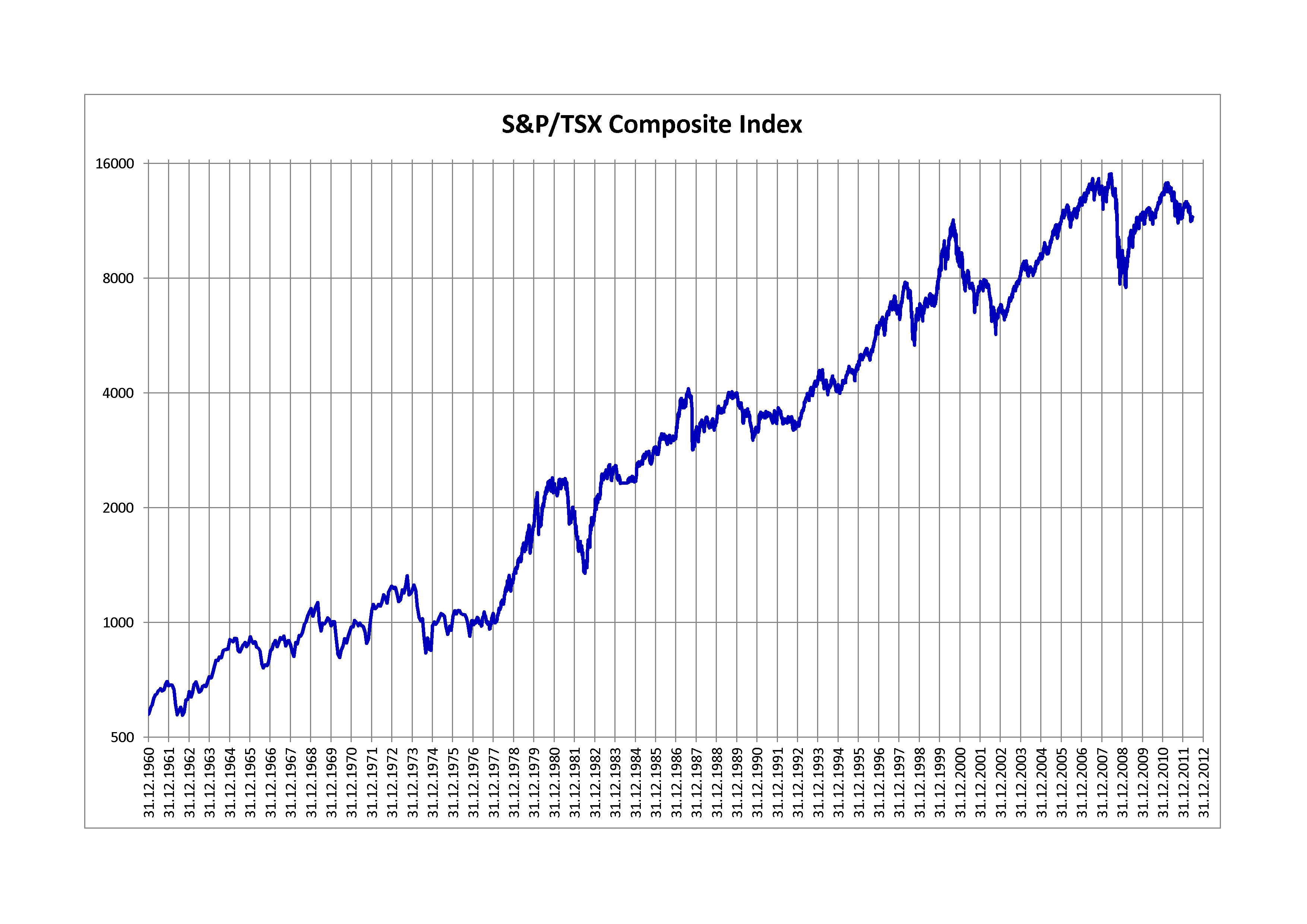
شاخص ترکیبی اس‌اندپی/تی‌اس‌اکس ۱۹۶۰–۲۰۱۲

شاخص ترکیبی اس‌اندپی/تی‌اس‌اکس (به انگلیسی: S&P/TSX Composite Index) یک شاخص ویژه بازار سهام در کاناداست که حدود ۷۰ درصد از کل ارزش بازار بورس تورنتو را به خود اختصاص می‌دهد. حدود ۲۵۰ شرکت برتر بازار بورس تورنتو در این شاخص حضور دارند. گفتنی است بیش از ۱۵۰۰ شرکت در بورس تورنتو ثبت شده‌اند. این شاخص در ۲۰ فوریه ۲۰۲۰ به رکورد ۱۷۹۴۴/۱۰ واحدی رسید. پس از آن به دلیل همه‌گیری کووید-۱۹ این شاخص با افت قابل‌توجهی روبرو شد.
دو شرط اصلی برای پذیرش نماد یک شرکت در این شاخص وجود دارد. شرط اولارزش بازار شرکت باید حداقل ۰/۰۵ درصد ارزش شاخص باشد. شرط دوم هم اینکه حجم معاملات سهم مورد نظر حداقل ۰/۰۲۵ درصد کل حجم معاملات کل بازار باشد. این دو شرط با هدف انتخاب شرکت‌ها با ارزش بالا و نقدشوندگی زیاد سهام در نظر گرفته شده‌است.

## بازگشت‌های سالانه
جدول زیر توسعه سالانه شاخص ترکیبی اس‌اندپی/تی‌اس‌اکس را از سال ۱۹۴۵ نشان می‌دهد.
| سال  | سطح بستن  | تغییر به عدد | تغییر به درصد |
| ---- | --------- | ------------ | ------------- |
| ۱۹۴۵ | ۱۸۸٫۹۶    |              |               |
| ۱۹۴۶ | ۱۸۹٫۷۱    | ۰٫۷۵         | ۰٫۴۰          |
| ۱۹۴۷ | ۱۸۰٫۹۶    | −۸٫۷۵        | −۴٫۶۱         |
| ۱۹۴۸ | ۱۹۱٫۶۳    | ۱۰٫۶۷        | ۵٫۹۰          |
| ۱۹۴۹ | ۲۱۹٫۵۸    | ۲۷٫۹۵        | ۱۴٫۵۹         |
| ۱۹۵۰ | ۳۰۷٫۲۲    | ۸۷٫۶۴        | ۳۹٫۹۱         |
| ۱۹۵۱ | ۳۶۱٫۸۶    | ۵۴٫۶۴        | ۱۷٫۷۹         |
| ۱۹۵۲ | ۳۴۱٫۵۰    | −۲۰٫۳۶       | −۵٫۶۳         |
| ۱۹۵۳ | ۳۳۰٫۸۳    | −۱۰٫۶۷       | −۳٫۱۲         |
| ۱۹۵۴ | ۴۳۷٫۴۹    | ۱۰۶٫۶۶       | ۳۲٫۲۴         |
| ۱۹۵۵ | ۵۳۶٫۵۰    | ۹۹٫۰۱        | ۲۲٫۶۳         |
| ۱۹۵۶ | ۵۶۴٫۹۷    | ۲۸٫۴۷        | ۵٫۳۱          |
| ۱۹۵۷ | ۴۳۲٫۱۱    | −۱۳۲٫۸۶      | −۲۳٫۵۲        |
| ۱۹۵۸ | ۵۴۷٫۷۲    | ۱۱۵٫۶۱       | ۲۶٫۷۵         |
| ۱۹۵۹ | ۵۵۵٫۰۹    | ۷٫۳۷         | ۱٫۳۵          |
| ۱۹۶۰ | ۵۴۴٫۷۴    | −۱۰٫۳۵       | −۱٫۸۶         |
| ۱۹۶۱ | ۷۰۰٫۸۵    | ۱۵۶٫۱۱       | ۲۸٫۶۶         |
| ۱۹۶۲ | ۶۲۸٫۹۹    | −۷۱٫۸۶       | −۱۰٫۲۵        |
| ۱۹۶۳ | ۷۰۲٫۷۱    | ۷۳٫۷۲        | ۱۱٫۷۲         |
| ۱۹۶۴ | ۸۵۳٫۵۳    | ۱۵۰٫۸۲       | ۲۱٫۴۶         |
| ۱۹۶۵ | ۸۸۱٫۱۴    | ۲۷٫۶۱        | ۳٫۲۳          |
| ۱۹۶۶ | ۷۸۹٫۵۱    | −۹۱٫۶۳       | −۱۰٫۴۰        |
| ۱۹۶۷ | ۸۹۹٫۲۰    | ۱۰۹٫۶۹       | ۱۳٫۸۹         |
| ۱۹۶۸ | ۱٬۰۶۲٫۸۸  | ۱۶۳٫۶۸       | ۱۸٫۲۰         |
| ۱۹۶۹ | ۱٬۰۱۹٫۷۷  | −۴۳٫۱۱       | −۴٫۰۶         |
| ۱۹۷۰ | ۹۴۷٫۵۴    | −۷۲٫۲۳       | −۷٫۰۸         |
| ۱۹۷۱ | ۹۹۰٫۵۴    | ۴۳٫۰۰        | ۴٫۵۴          |
| ۱۹۷۲ | ۱٬۲۲۶٫۵۸  | ۲۳۶٫۰۴       | ۲۳٫۸۳         |
| ۱۹۷۳ | ۱٬۱۹۳٫۵۶  | −۳۳٫۰۲       | −۲٫۶۹         |
| ۱۹۷۴ | ۸۴۴٫۴۸    | −۳۴۹٫۰۸      | −۲۹٫۲۵        |
| ۱۹۷۵ | ۹۵۳٫۵۴    | ۱۰۹٫۰۶       | ۱۲٫۹۱         |
| ۱۹۷۶ | ۱٬۰۱۱٫۵۲  | ۵۷٫۹۸        | ۶٫۰۸          |
| ۱۹۷۷ | ۱٬۰۵۹٫۵۹  | ۴۸٫۰۷        | ۴٫۷۵          |
| ۱۹۷۸ | ۱٬۳۰۹٫۹۹  | ۲۵۰٫۴۰       | ۲۳٫۶۳         |
| ۱۹۷۹ | ۱٬۸۱۳٫۱۷  | ۵۰۳٫۱۸       | ۳۸٫۴۱         |
| ۱۹۸۰ | ۲٬۲۶۸٫۷۰  | ۴۵۵٫۵۳       | ۲۵٫۱۲         |
| ۱۹۸۱ | ۱٬۹۵۴٫۲۴  | −۳۱۴٫۴۶      | −۱۳٫۸۶        |
| ۱۹۸۲ | ۱٬۹۵۸٫۰۸  | ۳٫۸۴         | ۰٫۲۰          |
| ۱۹۸۳ | ۲٬۵۵۲٫۳۵  | ۵۹۴٫۲۷       | ۳۰٫۳۵         |
| ۱۹۸۴ | ۲٬۴۰۰٫۳۳  | −۱۵۲٫۰۲      | −۵٫۹۶         |
| ۱۹۸۵ | ۲٬۹۰۰٫۶۰  | ۵۰۰٫۲۷       | ۲۰٫۸۴         |
| ۱۹۸۶ | ۳٬۰۶۶٫۱۸  | ۱۶۵٫۵۸       | ۵٫۷۱          |
| ۱۹۸۷ | ۳٬۱۶۰٫۰۵  | ۹۳٫۸۷        | ۳٫۰۶          |
| ۱۹۸۸ | ۳٬۳۸۹٫۹۹  | ۲۲۹٫۹۴       | ۷٫۲۸          |
| ۱۹۸۹ | ۳٬۹۶۹٫۷۹  | ۵۷۹٫۸۰       | ۱۷٫۱۰         |
| ۱۹۹۰ | ۳٬۲۵۶٫۷۵  | −۷۱۳٫۰۴      | −۱۷٫۹۶        |
| ۱۹۹۱ | ۳٬۵۱۲٫۳۶  | ۲۵۵٫۶۱       | ۷٫۸۵          |
| ۱۹۹۲ | ۳٬۳۵۰٫۴۴  | −۱۶۱٫۹۲      | −۴٫۶۱         |
| ۱۹۹۳ | ۴٬۳۲۱٫۴۳  | ۹۷۰٫۹۹       | ۲۸٫۹۸         |
| ۱۹۹۴ | ۴٬۲۱۳٫۶۱  | −۱۰۷٫۸۲      | −۲٫۵۰         |
| ۱۹۹۵ | ۴٬۷۱۳٫۵۴  | ۴۹۹٫۹۳       | ۱۱٫۸۶         |
| ۱۹۹۶ | ۵٬۹۲۷٫۰۳  | ۱٬۲۱۳٫۴۹     | ۲۵٫۷۴         |
| ۱۹۹۷ | ۶٬۶۹۹٫۴۴  | ۷۷۲٫۴۱       | ۱۳٫۰۳         |
| ۱۹۹۸ | ۶٬۴۸۵٫۹۴  | −۲۱۳٫۵۰      | −۳٫۱۹         |
| ۱۹۹۹ | ۸٬۴۱۳٫۷۵  | ۱٬۹۲۷٫۸۱     | ۲۹٫۷۲         |
| ۲۰۰۰ | ۸٬۹۳۳٫۶۸  | ۵۱۹٫۹۳       | ۶٫۱۸          |
| ۲۰۰۱ | ۷٬۶۸۸٫۴۱  | −۱٬۲۴۵٫۲۷    | −۱۳٫۹۴        |
| ۲۰۰۲ | ۶٬۶۱۴٫۵۴  | −۱٬۰۷۳٫۸۷    | −۱۳٫۹۷        |
| ۲۰۰۳ | ۸٬۲۲۰٫۸۹  | ۱٬۶۰۶٫۳۵     | ۲۴٫۲۹         |
| ۲۰۰۴ | ۹٬۲۴۶٫۶۵  | ۱٬۰۲۵٫۷۶     | ۱۲٫۴۸         |
| ۲۰۰۵ | ۱۱٬۲۷۲٫۲۶ | ۲٬۰۲۵٫۶۱     | ۲۱٫۹۱         |
| ۲۰۰۶ | ۱۲٬۹۰۸٫۳۹ | ۱٬۶۳۶٫۱۳     | ۱۴٫۵۱         |
| ۲۰۰۷ | ۱۳٬۸۳۳٫۰۶ | ۹۲۴٫۶۷       | ۷٫۱۶          |
| ۲۰۰۸ | ۸٬۹۸۷٫۷۰  | −۴٬۸۴۵٫۳۶    | −۳۵٫۰۳        |
| ۲۰۰۹ | ۱۱٬۷۴۶٫۱۱ | ۲٬۷۵۸٫۴۱     | ۳۰٫۶۹         |
| ۲۰۱۰ | ۱۳٬۳۸۲٫۹۷ | ۱٬۶۳۶٫۸۶     | ۱۳٫۹۴         |
| ۲۰۱۱ | ۱۱٬۹۵۵٫۰۹ | −۱٬۴۲۷٫۸۸    | −۱۰٫۶۷        |
| ۲۰۱۲ | ۱۲٬۴۳۳٫۵۳ | ۴۷۸٫۴۴       | ۴٫۰۰          |
| ۲۰۱۳ | ۱۳٬۶۲۱٫۵۵ | ۱٬۱۸۸٫۰۲     | ۹٫۵۵          |
| ۲۰۱۴ | ۱۴٬۶۳۲٫۴۴ | ۱٬۰۱۰٫۸۹     | ۷٫۴۲          |
| ۲۰۱۵ | ۱۳٬۰۰۹٫۹۵ | −۱٬۶۲۲٫۴۹    | −۱۱٫۰۹        |
| ۲۰۱۶ | ۱۵٬۲۸۷٫۵۹ | ۲٬۲۷۷٫۶۴     | ۱۷٫۵۱         |
| ۲۰۱۷ | ۱۶٬۲۰۹٫۱۳ | ۹۲۱٫۵۴       | ۶٫۰۳          |
| ۲۰۱۸ | ۱۴٬۳۲۲٫۸۶ | −۱٬۸۸۶٫۲۷    | −۱۱٫۶۴        |
| ۲۰۱۹ | ۱۷٬۰۶۳٫۴۳ | ۲٬۷۴۰٫۵۷     | ۱۹٫۱۳         |